# Ďáblův advokát (film)
Ďáblův advokát (v anglickém orginále The Devil's Advocate) je americký mysteriózní hororový film z roku 1997 natočen Taylorem Hackfordem podle scénáře Jonathana Lemkina a Tonyho Gilroye. Hlavní role ztvárnili Keanu Reeves, Al Pacino a Charlize Theron. Snímek je adaptací stejnojmenného románu Andrewa Neidermana z roku 1990 a sleduje mladého nadaného právníka z Floridy, který přijme lukrativní pracovní nabídku od prestižní newyorské právnické firmy, v jejímž čele stojí tajemný John Milton.
Název filmu odkazuje na pojem advocatus diaboli, který mimo jiné označuje obhájce špatné věci. Dílo rovněž obsahuje aluze na proslulá díla světové literatury zabývající se nebem a peklem, popřípadě ďáblem samotným.
Snímek se dočkal smíšených recenzí od kritiků, ve vysoké konkurenci velmi oceňovaných filmů z roku 1997 se dokonce nedočkal žádné nominace na cenu Akademie ani Zlatý Glóbus. Diváci jej však přijali mnohem lépe a podle některých dokonce jde o jeden z nejvíce podhodnocených filmů Pacina.

## Děj
Hlavním hrdinou příběhu je Kevin Lomax, mladý a velmi talentovaný právník z Floridy, který nikdy neprohrál žádný případ. Začátkem filmu například úspěšně obhájí učitele obviněného ze sexuálního obtěžování jedné ze svých studentek, přestože si je vědom jeho viny. Díky svým výjimečným schopnostem dostane nabídku od prestižní newyorské právnické firmy vedené charismatickým a tajemným Johnem Miltonem, kterou bez váhání přijme, odstěhuje se se svou manželkou Mary Ann do luxusního manhattanského bytu a brzy si začne užívat života na vrcholu právnického světa.
Když ale mladý pár navštíví Lomaxova matka, jež je zastánkyní křesťanského fundamentalismu, a setká se s Miltonem, dostane zlou předtuchu a začne na svého syna naléhat, aby se vrátil i s manželkou na Floridu. Kevin odmítá. Tráví čím dál více času v práce, a tak se Mary Ann začíná cítit zanedbaná. Kromě toho ji začnou pronásledovat démonické vidiny. Po jednom z těchto zjevení týkajících se její pohlavní soustavy se nechá vyšetřit a zjišťuje, že je neplodná. I ona se neúspěšně snaží přesvědčit Lomaxe k návratu na Floridu.
Čím více se Kevin snaží zjistit o tajemném Johnu Miltonovi, tím v jeho okolí přibývá záhadných úmrtí. Poté, co Mary Ann prohlásí, že ji Milton znásilnil, se Lomax rozhodne ji umístit do psychiatrické léčebny. Zde vlivem další děsivé vidiny Mary Ann spáchá sebevraždu.
Již ani Kevin nepochybuje o tom, že osoba majitele právnické firmy je obestřena temnými tajemstvími a že stojí za smrtí jeho manželky. Vypraví se tedy do Miltonova bytu odhodlán jej zastřelit. Zde Milton odhalí Lomaxovi, že je jeho otcem a především samotným ďáblem a vyžaduje po něm, aby se svou svůdnou nevlastní sestrou Christabellou zplodil Antikrista. Ten však pokušení odolá, čímž Miltona nesmírně rozzlobí.
Vtom se Kevin Lomax ocitá opět na Floridě uprostřed soudního řízení s obžalovaným učitelem. Usuzuje tedy, že celý příběh s Johnem Miltonem byl pouhý přelud a pocítí úlevu. Tentokrát se v soudní síni nechá vést svými morálními zásadami a navzdory právnickému kodexu odhaluje vinu obžalovaného. Toto rozhodnutí velmi potěší Mary Ann i Larryho, místního reportéra. Larry mu nabídne interview, což potěšený Lomax přijme. Po jeho odchodu se Larry v promění v Johna Miltona, který proboří čtvrtou stěnu výrokem proneseným směrem k divákům, že ješitnost je jeho nejmilejším hříchem.

## Obsazení
| Keanu Reeves     | Kevin Lomax           |
| Al Pacino        | John Milton           |
| Charlize Theron  | Mary Ann Lomax        |
| Jeffrey Jones    | Eddie Barzoon         |
| Judith Ivey      | Alice Lomax           |
| Connie Nielsen   | Christabella Andreoli |
| Craig. T. Nelson | Alexander Cullen      |
| Neal Jones       | Larry                 |

## Výroba

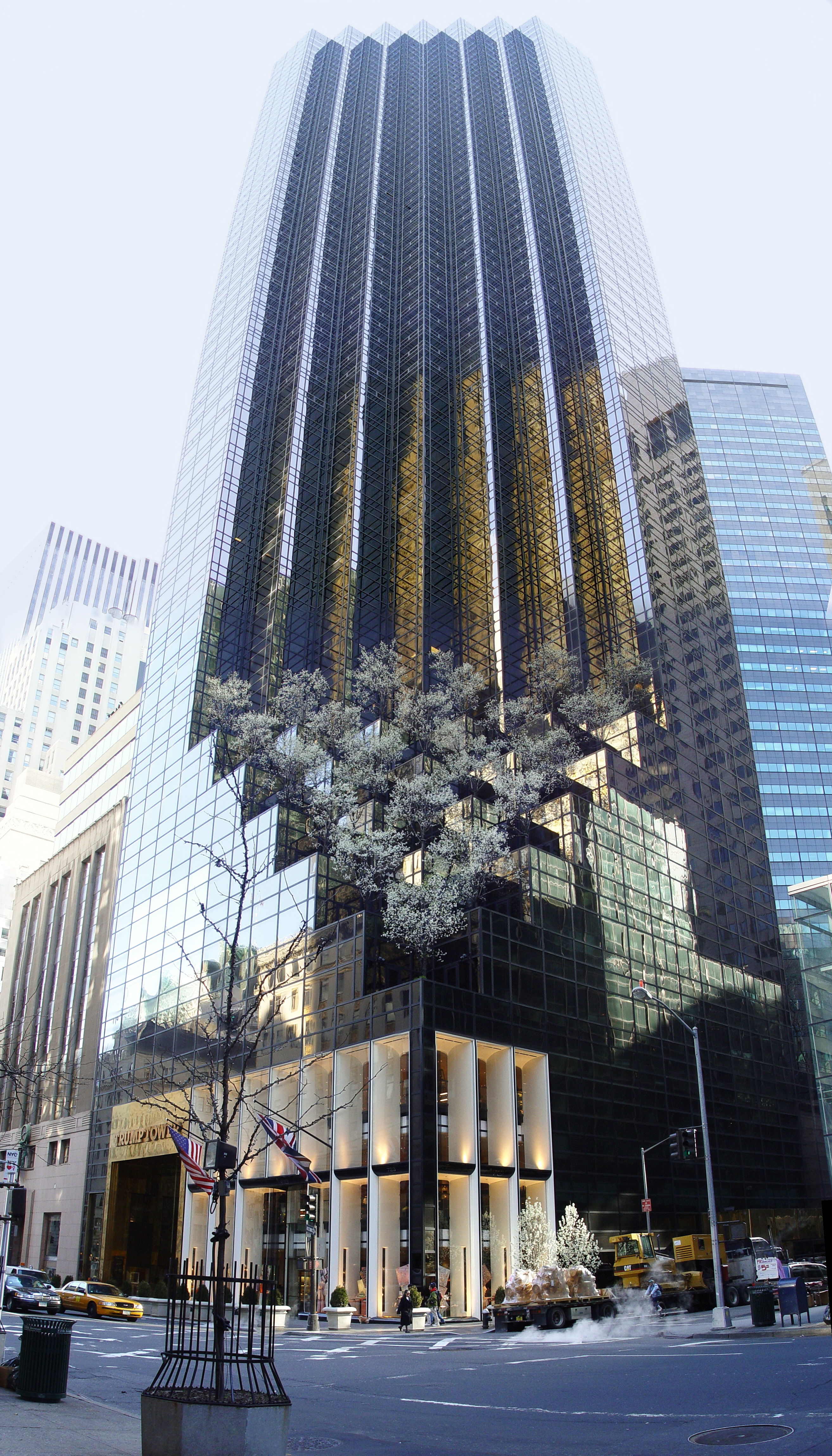
Manhattanský mrakodrap Trump Tower je místem, kde byly natočeny některé scény filmu

### Inspirace
Ďáblův advokát byl natočen podle stejnojmenného románu Andrewa Neidermana. Obsahuje rovněž narážky na některá díla světové literatury. Postava Johna Miltona je pojmenována po autorovi slavné epické básně Ztracený ráj s biblickými motivy. Zápletkou má film nicméně blíže k legendě o Faustovi, kdy protagonista uzavírá smlouvu s ďáblem a za úspěch platí svou morální integritou. Některé motivy snímku připomínají i Danteho Božskou komedii, konkrétně její část Peklo.

### Natáčení
Natáčení probíhalo zejména na newyorském Manhattanu, kdy sídlo právnické firmy Johna Miltona představoval mrakodrap Trump Tower a luxusní byt Lomaxů se nacházel v prominentní lokalitě Upper East Side. Úvodní a závěrečné scény pak byly natočeny ve floridských městech Gainsville a Jacksonville.

## Přijetí
Ďáblův advokát byl uveřejněn na podzim roku 1997 a vydělal v kinech celosvětově 153 milionů dolarů, téměř trojnásobek svého rozpočtu. Od filmových kritiků a odborníků se mu dočkalo značně rozporuplných recenzí, snímek se nedočkal ani významnějšách ocenění kromě ceny Saturn pro nejlepší horor.
I přesto si získal početnou fanouškovskou základnu po celém světě, jak dokazují i velmi kladné ohlasy na českých filmových databázích, a dodnes je považován za jeden z nejvíce podhodnocených filmů všech dob. Al Pacino sklidil za svůj herecký výkon chválu, podle některých zdrojů jde o jednu z jeho nejlepších rolí.